# Crotale
Crotale ([kʀo'tal], frz.: Klapperschlange) ist ein mobiles, allwetterfähiges Flugabwehrraketensystem aus französischer Produktion. Es dient zur Bekämpfung von tieffliegenden Flugzeugen und Hubschraubern.

## Entwicklung
Die Entwicklung bei Matra BAE Dynamics und Thomson-CSF Airsys (heute Thales) begann 1966. Die ersten Systeme wurden 1971 ausgeliefert. Ursprünglich wurde das Crotale-System von Frankreich für Südafrika entwickelt, wo es den Namen Cactus trägt. Die Leistung des Systems überzeugte jedoch so, dass Frankreich das System sowohl für das Heer als auch für die Marine beschaffte. In den darauffolgenden Jahren wurde das System laufend modernisiert und der aktuellen Bedrohungslage angepasst.

## Technik
Das Flugabwehrraketensystem besteht im Wesentlichen aus zwei Komponenten. Das Starter-Fahrzeug besitzt vier Raketenstarter; zwischen den Lafetten ist das Feuerleitradar montiert. Das zweite Fahrzeug trägt das Suchradar. Über ein einfaches Kabel kann das Überwachungsfahrzeug mit mehreren Starter-Fahrzeugen verbunden werden. Ab der Version R.480 kommt ein neuer, kompakter Waffenturm zum Einsatz. Dieser ist mit den Sensoreneinheiten, einem Überwachungsradar sowie 2×4-Startbehälter für die Lenkwaffen ausgerüstet.
Beim französischen Heer wurde das System zuerst auf einem 4×4-Radfahrzeug des Rüstungsherstellers Hotchkiss mit vier Startbehältern entwickelt. Um eine höhere Mobilität zu gewährleisten, entschied man, das System auf dem Chassis des französischen AMX-30-Kampfpanzers zu installieren und die Zahl der Startbehälter wurde auf sechs erhöht.
Bei der Marine wird das Raketensystem auf diversen Kampfschiffen eingesetzt. So haben zum Beispiel die Fregatten der La-Fayette-Klasse am Heck über dem Hubschrauberflugdeck einen Crotale-Achtfach-Werfer.
Die Lenkwaffe wird von einem Feststoffraketenmotor angetrieben. Nach dem Start erreicht die Lenkwaffe innerhalb von 2,3 Sekunden ihre Höchstgeschwindigkeit von Mach 2,3. Die moderne VT-1-Lenkwaffe erreicht eine Spitzengeschwindigkeit von Mach 3,5. Die Lenkwaffen werden mittels eines Radarleitstrahles an das Ziel herangeführt. Kommt das Flugziel in den Ansprechradius des Näherungszünders, wird der Splittergefechtskopf gezündet. Dieser hat einen effektiven Wirkungsradius von acht bis zehn Metern (je nach Zielgröße). Bei einem Direkttreffer wird der Sprengkopf durch den Aufschlagzünder ausgelöst.

## Varianten
- R.440 Crotale: Erste Serienversion, 1971 eingeführt. Reichweite 8 km.[2]
- R.460 Shahine: Version installiert auf dem Fahrgestell des AMX-30. Reichweite 14 km.[2]
- R.460 Cactus: Version der Shahine für den Einsatz in Wüstenregionen.
- R.480 Crotale-NG: Version mit Hochgeschwindigkeitslenkwaffe. 1990 eingeführt. Reichweite 11 km.[2]
- R.480NR Crotale-NG: Komplett modernisierte Version mit neuer VT-1-Hochgeschwindigkeitslenkwaffe.
- Crotale Mk.3: Verbesserte Crotale-NG mit neuer Elektronik und neuer Shikra-3D-Radaranlage. Kann Marschflugkörper und Präzisionsbomben bekämpfen. 2008 eingeführt.
- Crotale CN1: Marineversion für den Einsatz auf Schiffen.
- Crotale CN2: Verbesserte Variante mit komplett neuer Radaranlage und Elektronik.
- Crotale CN3: Variante der Crotale CN2 mit neuer VT-1-Hochgeschwindigkeits-Lenkwaffe.
- HQ-7: chinesische Nachkonstruktion.

## Verbreitung

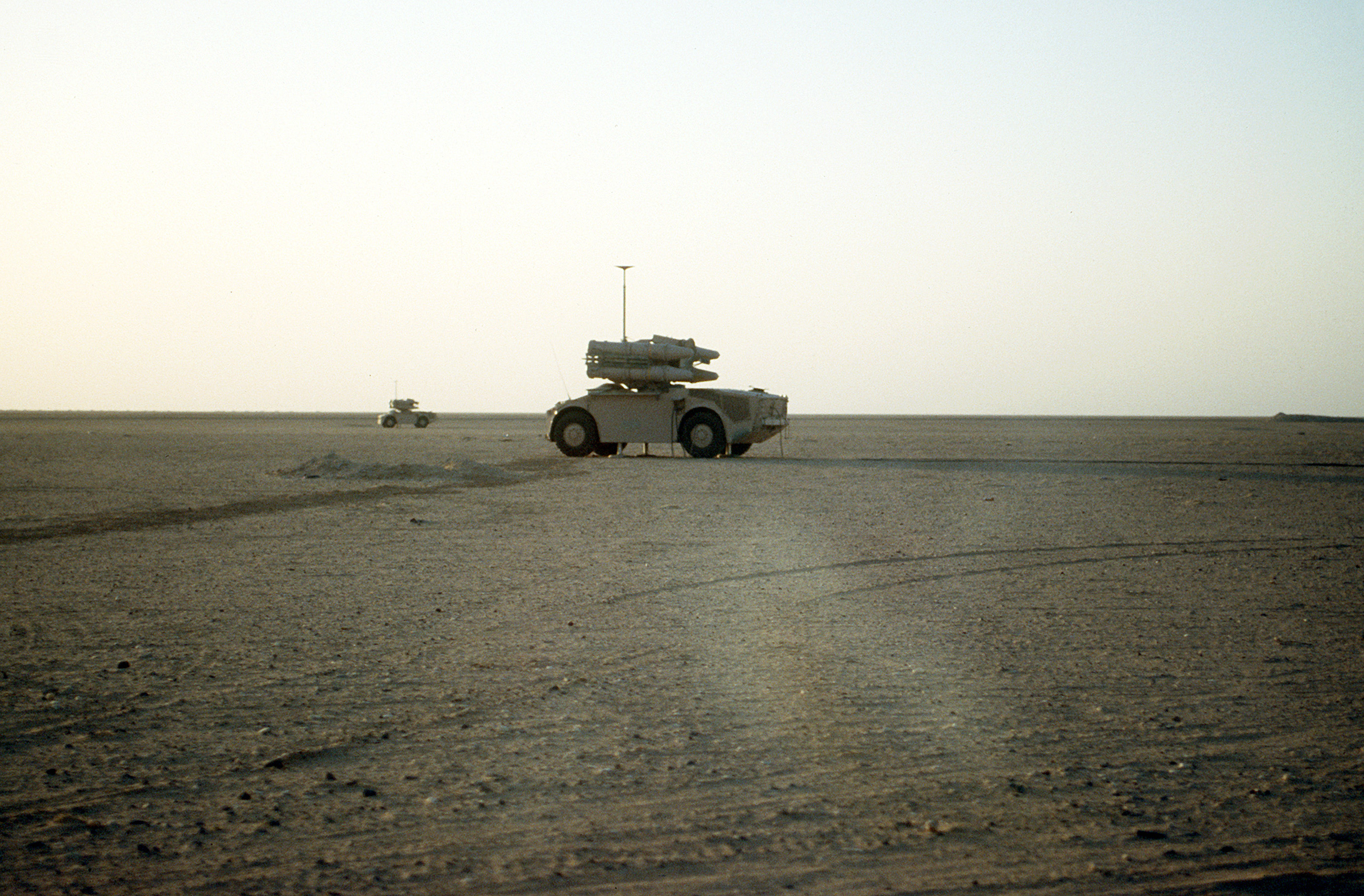
Ägyptische Crotale-Starterfahrzeuge

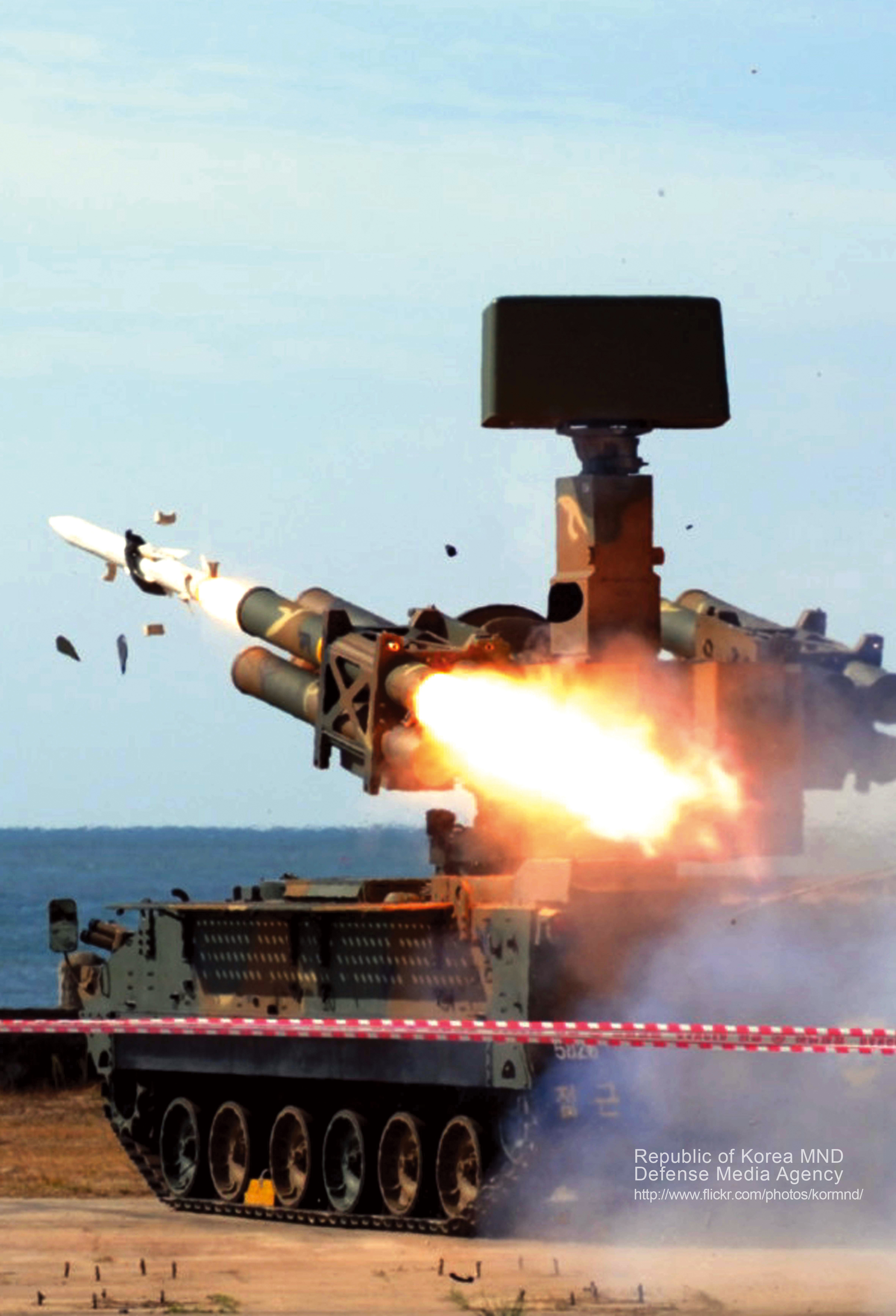
Südkoreanisches Chun-ma-System beim Start eines Lenkflugkörpers

- Ägypten – 12 Systeme mit 60 Lenkwaffen.
- Bahrain – 7 Systeme.
- Bangladesch – Ulsan-Klasse und 053H-Klasse (chin. Jianghu-III-Klasse), FM-90N.
- Chile – 5 Systeme mit 375 Lenkwaffen.
- Volksrepublik China – Reverse-Engineering von mehreren hundert Systemen unter der lokalen Bezeichnung HQ-7, FM-80 und FM-90.
- Finnland – 21 Crotale NG installiert auf einem Sisu-XA-181-Fahrzeug, Bezeichnung ItO 90.
- Frankreich – Crotale (36 Systeme), Crotale NG (12 Systeme) und Crotale, u. a. La-Fayette-Klasse.
- Griechenland – 11 Crotale NG
- Iran – unbekannte Anzahl Systeme in Frankreich und China erworben.
- Libyen – 27 Systeme mit 216 Lenkwaffen.
- Marokko – unbekannte Anzahl Cactus-Systeme.
- Oman – 2 Crotale NG mit 50 Lenkwaffen.
- Portugal – unbekannte Anzahl
- Pakistan – 23 Systeme mit 300 Lenkwaffen.
- Philippinen – unbekannte Anzahl
- Saudi-Arabien – 46 Shahine und 40 Crotale NG mit 725 Lenkwaffen.
- Südafrika – 8 Cactus-Systeme mit 200 Lenkwaffen.
- Südkorea – 114 Crotale NG, lokale Bezeichnung Chun-ma.
- Ukraine – 4 Crotale NG aus französischen Beständen in den Jahren 2022/2023 erhalten.[3]
- Vereinigte Arabische Emirate – 8 Systeme mit 210 Lenkwaffen.

Quellen:

## Kriegseinsatz
Das Crotale-System kam bei der französischen Intervention im Tschad sowie während des Zweiten Golfkrieges zum Einsatz.
Der französische Staatspräsident Macron sagte der Ukraine im Oktober 2022 die Lieferung zweier Einheiten des Crotale-NG-Flugabwehrsystems zu. Im März 2023 wurde erstmals von dem erfolgreichen Einsatz berichtet.